# Рогозинникова, Евстолия Павловна
Евстолия Павловна Рогозинникова (1886, Красноуфимск — 18 октября 1907, Санкт-Петербург) — террористка, участница революционного движения начала XX века в Российской империи. Входила в Летучий боевой отряд Северной области партии социалистов-революционеров. Убила начальника Главного тюремного управления Александра Михайловича Максимовского за то, что он ввёл в тюрьмах телесные наказания для политзаключённых.

## Биография
Евстолия Рогозинникова родилась в большой семье, в которой, включая её, было семь детей — пять сыновей и две дочери.
Отец — Павел Алексеевич Рогозинников.
Мать — Елизавета Степановна Рогозинникова (в девичестве — Валериус), работала тапером в кинотеатре «Рекорд».
Брат — Вячеслав Павлович Рогозинников, также участвовал в революционном терроре; зимой 1908 года в Красноуфимске им был убит прокурор Свиридов С. А.
Сестра — Зинаида Павловна Рогозинникова, была младше Евстолии, прожила долгую жизнь; работала учительницей музыки в родном городе.
Отмечают, что вся семья Рогозинниковых была очень музыкальна: Павел сам сочинял музыку, Елизавета любила петь и хорошо играла на фортепиано, а Евстолия училась в Санкт-Петербургской консерватории по классу рояля и хорошо пела, ей готовили поездку за границу.
Женихом Евстолии был Матвей Матвеевич Мизеров, сын известного красноуфимского врача Матвея Ивановича Мизерова.

### Первый арест
В Петербурге Евстолия Рогозинникова связалась с революционным движением. Принимала участие в подготовке ряда террористических актов, в декабре 1906 года была арестована во время облавы. В камере Дома предварительного заключения симулировала сумасшествие, изображая буйство, после чего Рогозинникова была переведена в психиатрическую больницу святого Николая Чудотворца. Евстолия при помощи своего жениха Матвея, посещавшего её, готовилась к побегу, который был ею совершён при содействии  одной из сиделок больницы спустя почти месяц пребывания в больнице, вечером 7 сентября 1907 года. Вскоре побег обнаружился, и Рогозинникову начали разыскивать. В течение двух недель Евстолия скрывалась у писательницы Эмилии Пименовой, которая сочувствовала революционерам и часто предлагала приют людям, оказавшимся на нелегальном положении. Родные и муж предлагали Евстолии уехать в Милан, однако она выбрала продолжение революционной деятельности и связалась с Северным боевым летучим отрядом.

### Убийство Максимовского
Газета «Русское слово»:
ПЕТЕРБУРГ, 17, Х. Начальник главного тюремного управления Максимовский смертельно ранен у себя в кабинете. Стреляла подряд 7 раз из револьвера женщина, одетая вся в черное, вполне интеллигентного вида. Циркулируют слухи, что покушение произведено по постановлению с.-р.
В два часа дня в понедельник 15 октября 1907 года Рогозинникова пришла в приёмную Главного тюремного управления. У начальника управления Максимовского был приёмный день. Добившись личного приёма, террористка вошла в кабинет и несколько раз выстрелила в Максимовского из револьвера почти в упор. На шум выстрелов в кабинет вбежали все находившиеся поблизости: служащие, сторожа, курьеры. Рогозинникова бросилась к окну, чтобы выбросить в него револьвер, но находившиеся в приёмной начальник одной из уездных тюрем и посетители помешали ей это сделать.
В своих воспоминаниях генерал Павел Курлов писал: «Террористическая группа, в состав которой входила и задержанная женщина, совершила свой набег на столицу из Финляндии — во главе ее стоял латыш под кличкой Карл, бывший ранее письмоводителем у одного из лиц судебного ведомства в г. Риге. Группой было решено, что если убийце Максимовского... удастся выбросить револьвер на улицу, то это служило бы сигналом для остальных членов группы занять немедленно места около квартир министра юстиции, петербургского градоначальника и моей в уверенности, что мы поспешим выехать на место происшествия. Между тем благодаря задержанию Рогозинниковой начальником тюрьмы условленный сигнал не был дан, и участники группы поспешили скрыться в Финляндии».
На вопрос державшего её курьера: «Зачем вы убили такого хорошего человека?», Рогозинникова ответила: «Кто ввел в тюрьмах розги для политических?». Обыскать её поручили жёнам служителей Главного тюремного управления. Однако, как только они приблизились к девушке, та закричала: «Осторожно, дуры, взлетите на воздух». 
При проведенном немедленно же обыске выяснилось, что тело террористки от шеи до талии облегал бюстгальтер, сшитый специально для переноса взрывчатки. В нём находилось более 5 кг экстра-динамита и два детонатора, соединённых шнуром. Для маскировки запаха взрывчатых веществ, Евстолия сильно надушилась духами. Шнур был расположен под кофтой так, что его можно было дёрнуть зубами. Взрыв предполагалось произвести в Охранном отделении, где её, как ожидалось, должны были допросить жандармы в присутствии больших чинов. По отзыву экспертов, количество взрывчатки уничтожило бы не только присутствующих, но и всё здание. Вызвали бывшего артиллериста подполковника М. С. Комиссарова, помощника начальника Санкт-Петербургского охранного отделения, который, пока Рогозинникову держали, отрезал шнуры от детонаторов.
«Как бывший артиллерист, он решился сам приступить к обыску. Рогозинникова была выведена в приемный зал, где подполковник Комиссаров предупредил державших ее городовых, что при осмотре может последовать взрыв, и спросил, готовы ли они ему помочь? Городовые без колебаний согласились. Рогозинникова была положена на пол, и они держали ее руки и ноги, а подполковник Комиссаров, наклонившись, заметил под кофточкой два шнура и маленькую электрическую батарею, что свидетельствовало о нахождении на Рогозинниковой адской машины. Он ножницами разрезал эти шнурки, а затем обнаружил надетый на ней лифчик, в котором было... 13 фунтов экстрадинамита. Поднявшись с пола после этой операции, подполковник Комиссаров обливался обильным потом, свидетельствовавшим о пережитых им ввиду явной опасности для жизни волнениях», — писал Павел Курлов.
Рогозинникова заявила: «Назвать себя не желаю. Я состою членом «Северного боевого летучего отряда» партии социалистов-революционеров. На дальнейшие вопросы отвечать не буду». Однако её личность была установлена Комиссаровым и следователем по ее первому делу. Он показал, что она — Е. П. Рогозинникова, «привлекавшаяся по делу автономной группы террористов-экспроприаторов, обвинялась в хранении бомбы с целью взорвать охранное отделение и в разузнавании привычек премьер-министра Столыпина с целью покушения на него».
Ей удалось передать на волю записку, в которой говорилось: «Дорогой, родной... скажи, кому — знаешь, вот что: снаряд взорвать не могла, когда была возможность, потому что погибла бы совершенно не причастная публика… Я надеялась, что обыск не будет тут, что допрос будет до обыска. Когда же слетелось воронье, ничего сделать не могла. Я берегла снаряд для них. Я предостерегала публику быть со мной осторожней, я напугала их с целью, чтобы они не трогали шнурка, который я могла достать зубами (меня за руки все время крепко держали). Но когда нужно было, сбили меня и, как я ни билась, меня крепко держали. Передайте: все, что могла, делала — и не удалось. Вот единственно, что больно. О смерти не думаю. Скажи, что все сделала, чтобы вовремя взорвать, — и не удалось. А так — людей много погибло бы. Целую всех — прощайте. Ваша Толя».

### Суд и казнь
Военный суд над Рогозинниковой состоялся на следующий день после убийства Максимовского и приговорил террористку к смертной казни через повешение. По словам очевидцев, приговор она встретила спокойно и с улыбкой, от последнего слова отказалась.
Отрывок из последнего письма Евстолии родным:
Не знаю, получите ли вы мои два письма, написанные уже после суда — на всякий случай пишу ещё раз, веря, что это дойдет. Ещё раз сказать вам, любимые, что не страшно мне. Верьте, что легко умирать мне. Только высший долг заставил меня идти туда, куда пошла я. Нет, даже не долг, любовь, большая, большая любовь к людям. Ради неё я пожертвовала всем, что было у меня… — «Каторга и ссылка», под ред. Ф. Я. Кона, Москва, 1929.
Приговор был приведён в исполнение 18 октября 1907 года в местечке Лисий Нос.

## Память
В 1920 году Красноуфимский уездный исполком принял решение переименовать улицу Кленовскую в Рогозинниковскую. С 1966 года — улица Рогозинниковых.